# Pere de Lencastre
Pere de Lencastre   (Setúbal, 1608 - Lisboa, 1673) fou un aristòcrata portuguès, cinquè duc d'Aveiro i cinquè marquès de Torres Novas. Fill de la tercera duquessa d'Aveiro, Juliana, i d'Álvaro de Lencastre, heretà el ducat del seu nebot, Ramon, que no tingué fills legítims.
Quan heretà el ducat, Pere era arquebisbe i inquisidor major del regne i, per ser eclesiàstic, no tingué fills. Dedicat a la vida eclesiàstica, freqüentà la Universitat de Coïmbra, després fou nomenat bisbe de Guarda per Joan IV, conseller d'Estat el 1648, arquebisbe d'Évora (transferit a Braga novament), president de la taula del Desembargo del Palau 1651 i posteriorment el 1671 fou elegit arquebisbe titular de Sida, inquisidor major del regne.
Quan el seu nebot Ramon se n'anà a Espanya, la casa d'Aveiro fou confiscada, però Pere i d'altres nobles s'oposaren a la sentència i després d'un llarg litigi, Pere vencé, essent el 1668 reconegut hereter de la casa, cinquè duc d'Aveiro i marquès de Torres Novas.